# تشوان علمدار
تشوان علمدار هي قرية في مقاطعة مراغة، إيران. عدد سكان هذه القرية هو 16 في سنة 2006.